# Mark Weinberger
Mark A. Weinberger, född 28 juli 1961, är en amerikansk jurist och företagsledare som är styrelseordförande och vd för det multinationella revisions- och konsultföretaget EY LLP sedan den 30 juni 2013. Dessförinnan arbetade han många år åt den amerikanska senatorn John Danforth och inom EY har han arbetat sen 2000 när de förvärvade revisionsbyrån som han var delägare i, Weinberger tog dock tjänstledigt mellan februari 2001 och april 2002 för att vara biträdande amerikansk finansminister med ansvarsområde för skattepolitik i George W. Bushs kabinett.
Han avlade en kandidatexamen i nationalekonomi vid Emory University, en master of business administration och en juris doktor vid Case Western Reserve University och en master i skattepolitik vid Georgetown University Law Center.
Den 8 februari 2016 blev Weinberger utsedd till ledamot i styrelsen för den politiska intresseorganisationen Business Roundtable.